# Objawy wciągania

Objaw wciągania brodawki sutkowej u pacjentki z nowotworem piersi

Objawy wciągania – zespół objawów chorobowych pozwalających podejrzewać wystąpienie raka sutka.
Należą do nich:
- wciąganie brodawki sutka, ewentualnie jej sterczenie
- pępek rakowy
- skóra zmieniona na podobieństwo "skórki pomarańczowej", zmiana ta dotyczy ograniczonego obszaru
- rzadko stwierdzane pomniejszenie całego sutka, będące na ogół wynikiem jego zwłóknienia

Zmiany te nie są jednak całkowicie pewne, potwierdzenie raka zależy od badań dodatkowych (głównie badania histologicznego).